# Balta Arsă
Balta Arsă – wieś w Rumunii, w okręgu Botoszany, w gminie Corni. W 2011 roku liczyła 460 mieszkańców.